# Xenocera
Xenocera is een monotypisch geslacht van kevers uit de familie van de klopkevers (Anobiidae).

## Soort
- Xenocera pulla Broun, 1881